# Der Tag, an dem die Fische kamen
Der Tag, an dem die Fische kamen (Originaltitel: The Day the Fish Came Out) ist eine US-amerikanisch-britisch-griechische Filmkomödie mit Science-Fiction-Elementen aus dem Jahr 1967 von Michael Cacoyannis, von dem auch das Drehbuch stammt. Die Hauptrollen sind mit Tom Courtenay, Colin Blakely, Sam Wanamaker und Candice Bergen besetzt. Zum ersten Mal ins Kino kam der Film am 27. September 1967 in Frankreich. In der Bundesrepublik Deutschland hatte er seine Premiere am 26. Oktober 1967. 

## Handlung
Die Piloten eines abgestürzten Bombers, die sich splitternackt auf eine griechische Insel retten können, haben die Anweisung, sich ja nicht erkennen zu geben, und wissen deshalb auch nicht, wie sie ihr Leben fristen sollen. Ein Suchkommando der NATO-Streitkräfte kommt – getarnt als Vortrupp eines Hotelkonzerns – auf das touristisch völlig unbekannte Eiland und sucht nach den Bomben und nach einer hermetisch abgeschlossenen Kiste, von deren höchst geheim gehaltenem Inhalt es nicht einmal selbst Kenntnis hat. Die überzüchtete Geheimniskrämerei, die von den höchsten Kommandostäben zur Beruhigung der Bevölkerung auf der Insel und der Weltmeinung für unumgänglich gehalten wird, führt zu allerlei Missverständnissen und Verwicklungen. Die umherirrenden Piloten können sich nicht einmal ihren Kameraden zu erkennen geben. Die vermeintlich Beauftragten einer Hotelgruppe erwecken die Aufmerksamkeit der Touristikzentralen, und ein immenser Fremdenverkehr setzt ein.
Ein einfältiger Hirte findet schließlich die Kiste und glaubt einen Goldschatz darin verborgen. Es gelingt ihm, die Kiste aufzuschweißen. Daraufhin wirft er den für ihn uninteressanten Inhalt in eine Trinkwasserzisterne. Aber damit holt er erst das Unglück, das hätte vermieden werden sollen, herbei. Es sind hoch radioaktive Substanzen. Tote Fische, die ans Land gespült werden sowie warnende Lautsprecherstimmen sind der Inhalt des letzten Bildes.

## Kritiken
Der Evangelische Film-Beobachter gelangt zu einem eher mittelmäßigen Urteil: „Dem Regisseur gelingt es leider nicht, die komödiantische Handlung und den düsteren Schluß zu einer die Mehrheit des Publikums überzeugenden Warnung vor den Konsequenzen nuklearer Politik zu verbinden. Deshalb nur für sehr aufgeschlossene Betrachter ab 14 geeignet.“ Zu einer ähnlichen Einschätzung kommt der katholische Filmdienst: „Eine makabre Weltuntergangskomödie, angeregt durch einen tatsächlichen Vorfall vor der spanischen Küste im Jahr 1966. Angereichert mit Seitenhieben auf kulturellen Imperialismus, griechische Provinz-Mentalität und naive Fortschrittsgläubigkeit, ist der Film letztlich nur mäßig unterhaltsam, da er auf altbackene Pointen setzt.“